# Conférence Emmy-Noether (DMV)
Pour les articles homonymes, voir Conférence Noether.

La Conférence Emmy-Noether ou Emmy Noether Lecture est une récompense décernée par l'association allemande Deutsche Mathematiker-Vereinigung (DMV) à des mathématiciennes allemandes qui ont apporté des contributions fondamentales et décisives aux mathématiques. 

## Histoire
Elle est attribuée tous les ans depuis 2008, date anniversaire de la publication de la thèse de la mathématicienne allemande Emmy Noether (1882–1935), dont la conférence porte le nom. La première conférence a eu lieu à Erlangen, ville natale d'Emmy Noether.
La récipiendaire donne une conférence lors de la réunion annuelle de l'association.

## Lauréates
- 2008 : Karin Erdmann
- 2009 : Ulrike Tillmann
- 2010 : Annette Werner
- 2011 : Simone Warzel[2]
- 2012 : Anna Wienhard
- 2013 : Gitta Kutyniok
- 2014 : Barbara Wohlmuth
- 2015 : Kathrin Bringmann
- 2016 : Gerlind Plonka-Hoch
- 2017 : Ursula Hamenstädt
- 2018 : Eva Viehmann
- 2019 : Barbara Niethammer
- 2020 : Barbara Kaltenbacher
- 2021 : Gabriele Steidl
- 2022 :
- 2023 : Sarah Zerbes
- 2025 :
- 2026 : Britta Späth